# International Journal of American Linguistics
Das International Journal of American Linguistics (IJAL) ist ein internationales, an der University of Chicago Press in den Vereinigten Staaten von Amerika vierteljährlich erscheinendes Fachperiodikum, das die Dokumentation und Analyse der indigenen Sprachen Nord- und Südamerikas zum Ziel hat. Begründet von Franz Boas und Pliny Earle Goddard, erschien es erstmals 1917 und wird heute von David Beck und Fernando Zúñiga verantwortet.